# Tom Bissell
Tom Bissell (Escanaba, 9 de janeiro de 1974) é um jornalista, crítico literário e escritor estadunidense. Vencedor do Prêmio Roma, do Prêmio da Bolsa Guggenheim e do Writers Guild of America Award, destacou-se nas memórias Extra Lives: Why Video Games Matter e The Disaster Artist e na realização de Battlefield Hardline e Uncharted: The Lost Legacy.